# Залесовичи
Залесовичи (бел. Залесавічы) — деревня в Кричевском районе Могилёвской области Белоруссии. Входит в состав Костюшковичского сельсовета.

## География
Деревня находится в северо-восточной части Могилёвской области, в пределах Оршанско-Могилёвской равнины, к югу от железнодорожной линии Могилёв — Рославль, к востоку от реки Добрости, на расстоянии примерно 3 километров (по прямой) к западу от Кричева, административного центра района. Абсолютная высота — 168 метров над уровнем моря.

## История
В 1670 году упоминается как вотчинное владение Романа Галковского в Кричевском тракте Мстиславского воеводства Великого княжества Литовского.
Согласно «Списку населенных мест Могилёвской губернии» 1910 года издания населённый пункт входил в состав Кричевской волости Чериковского уезда Могилёвской губернии. В селе имелось 32 двора и проживал 291 человек (151 мужчина и 140 женщин).

## Население
По данным переписи 2009 года, в деревне проживало 175 человек.